# Josep Bertrand i Salsas
Josep Bertrand i Salsas   (la Roca d'Albera, 1857 - Barcelona, 1922) fou un dirigent esportiu relacionat amb l'automobilisme català. A començaments del segle xx guanyà una cursa disputada al Parc de la Ciutadella. Fou membre fundador del Reial Automòbil Club de Catalunya (RACC) i en fou president de 1918 a 1922. També fou membre de la Penya Rhin.

## Família i biografia
Cap al 1847, Manuel Bertrand i Cortalé (1804-1884), natural de La Roca d'Albera (Rosselló) i casat amb Francesca Salsas, de Palau del Vidre, es va instal·lar a Molins de Rei, on fundà una fàbrica tèxtil. Els seus fills Joan i Josep Bertrand i Salsas s'incorporaren al negoci, que a partir del 1884 s'anomenà J. i J. Bertrand, i a les dues fàbriques que ja tenien a Rubí i a Sant Feliu de Llobregat, hi afegiren una tercera a Vila-rodona (Alt Camp) i una quarta al carrer de Santaló, a Sant Gervasi. El despatx central era inicialment al carrer de Mendizábal (actualment Junta de Comerç), 7 i posteriorment, a les Cases Bertrand dels carrers de Balmes, 44-50 i Diputació, 235, construïdes entre 1901 i 1905 per l'arquitecte Enric Sagnier.
Josep es va casar amb Manuela Girona i Clavé, filla de Casimir Girona i Agrafel i d'Emília Clavé i Flaquer, i van tenir cinc fills: Emília, Maria, Pilar, Manuel i Carme Bertrand i Girona. Va morir el 1910 i fou succeït pel seu germà Joan (1854-1936), que impulsà l'expansió del negoci, aprofitant l'augment de la demanda durant la Primera Guerra Mundial. El seu producte central eren les panes, però també oferien estampats, mocadors de cotó, fil i seda, mantes de cotó, llenceria, teixits per a camises, etc.
Joan es va casar amb Mercè Coma i Cros i tingueren un fill, Joan Bertrand i Coma (1890–1978), que continuà el negoci familiar a Sant Feliu de Llobregat, on l'empresa havia creat diverses colònies de treballadors (encara avui s'hi conserven en bon estat les casetes i els pisos Bertrand). El seu fill Joan Bertrand i Elizalde fou un conegut pilot de motociclisme durant la dècada del 1950.